# 28 липня
28 липня — 209-й день року (210-й у високосні роки) за григоріанським календарем. До кінця року залишається 156 днів.

## Свята і пам'ятні дні

### Міжнародні
- ООН: Всесвітній день боротьби з гепатитом

### Національні
- Перу: Національне свято Республіки Перу. День Незалежності (1821)
- Сан-Марино: День перемоги над фашизмом.

### Релігійні

#### Християнство
Католицизм
- День Святого Віктора I.
- День Святого Ботвіда.

Православ'я
- Апостолів від 70-х: Прохора, Никанора, Тимона і Пармена, дияконів.
- Преподобного Мойсея, чудотворця Києво-Печерського, в Дальніх печерах.
- Мучеників Юліана, Євстафія та Акакія.
- Преподобного Іова Угольського.

Англіканство
- День Святого Генріха Перселла.

Лютеранство
- День Святого Генріха Шютца.
- День Святого Йоганна Себастьяна Баха.
- День Святого Георга Фредеріка Генделя.

## Події
- 1497 — в таборі під Заславом великий князь литовський Олександр видав грамоту на переведення Луцька з волинського на маґдебурзьке право.
- 1588 — біля британського узбережжя з'явилися кораблі Непереможної Армади — іспанського флоту, що складався зі 130 кораблів, 8 тисяч моряків і 19 тисяч солдат, що відпливли з Лісабона на завоювання Королівства Англія.
- 1648 — Закінчився довгоденний кровопролитний бій  війська Речі Посполитої під проводом князя Іремії Вишневецького проти козацько-селянських сил Кривоноса під Полонним.
- 1656 — Почалася Варшавська битва (28-30 липня) — армія Речі Посполитої в союзі з Кримським ханством протистояла Шведсько-Бранденбурзьким військам.
- 1697 — Експедиція козака Володимира Атласова висадилась на Камчатці.
- 1765 — в Петербурзі видається Указ про ліквідацію полкового устрою на Слобожанщині.
- 1821 — Перу оголосило незалежність від Іспанії.
- 1834 — відкриття Київського університету.
- 1858 — відбитки пальців вперше використані для ідентифікації.
- 1862 — початок золотої лихоманки у Монтані (США).
- 1896 — у Флориді засновано місто Маямі.
- 1900 — у Коннектикуті Луїс Лассінг (Louis Lassing) приготував перший гамбургер.
- 1914 — початок Першої світової війни.
- 1914 — після оголошення війни Королівству Сербія у Відні був створений військовий прес-штаб. На підставі інтеграції військових кореспондентів у військові структури та постійного постачання преси інформаційними повідомленнями, що формують громадську думку, був створений безпосередньо контрольований орган для політики.
- 1916 — заборона імпорту опіуму та кокаїну у Велику Британію.
- 1917 — (15 липня ст.с.) Мала Рада УНР затвердила особистий склад Генерального секретаріату на чолі з Володимиром Винниченком.
- 1942 — Наркомом оборони СРСР підписано наказ № 227, відомий під назвою «Ні кроку назад!», яким заборонявся будь-який відступ та запроваджував персональна відповідальність командирів, політпрацівників і бійців перед військовими трибуналами за невиконання наказу.
- 1959 — введення поштових індексів та встановлення сортувальних машин у Великій Британії.
- 1991 — створено Союз офіцерів України.
- 1992 — в Ісламській Державі Афганістан жінкам заборонили з'являтися на телебаченні.
- 1994 — прийняття конституції Молдови.
- 2000 — Вперше відзначався день системного адміністратора.
- 2014 — українські війська звільнили від російських окупантів Авдіївку.

## Народились
Дивись також Категорія:Народились 28 липня
- 1804 — Людвіг Фейєрбах, німецький філософ, син криміналіста і філософа Ансельма Фейєрбаха.
- 1810 — Аполлон Мокрицький, український живописець і педагог.
- 1866 — Беатрікс Поттер, англійська дитяча письменниця, художник.
- 1880 — Володимир Винниченко, український письменник, політичний діяч, автор майже усіх декларацій і законодавчих актів УНР, перший голова Генерального секретаріату УНР (†1951).
- 1881 — Леон Спілліарт, бельгійський художник-символіст.
- 1887 — Марсель Дюшан, французький та американський художник, скульптор, представник дадаїзму та сюрреалізму, теоретик мистецтва, шахіст.
- 1899 — Іван Сила, український борець, боксер, боєць вільного стилю, силач, артист цирку.
- 1904 — Павло Черенков, радянський фізик, лауреат Нобелівської премії з фізики (1958).
- 1911 — Джорджо Щербаненко, італійський письменник українського походження.
- 1912 — Ігор Муратов, український поет, перекладач, драматург.
- 1922 — Жак Пікар, швейцарський океанолог, один з двох людей, хто побував на дні Маріанської западини.
- 1925 — Барух Бламберг, американський лікар і вчений, лауреат Нобелівської премії з фізіології та медицини 1976 року
- 1940 — Володимир Симоненко, український джазовий піаніст, музикознавець
- 1943 — Річард Вілльям Райт, британський співак, піаніст, продюсер, композитор, учасник гурту Pink Floyd
- 1951 — Сантьяго Калатрава, іспанський архітектор.
- 1954 — Ґерд Фальтінґс (Gerd Faltings), німецький математик, лауреат премії Філдса (1986).
- 1983 — Сергій Пономаренко, офіцер ЗСУ. Герой України.
- 1987 — Євген Хачеріді, український футболіст, гравець національної збірної України та київського «Динамо».

## Померли
Дивись також Категорія:Померли 28 липня
- 1655 — Сірано де Бержерак, французький письменник, драматург та дуелянт. (* 1619).
- 1741 — Антоніо Вівальді, італійський композитор і скрипаль.
- 1750 — Йоганн Себастьян Бах, німецький композитор.
- 1794 — Максиміліан Робесп'єр, діяч французької революції, лідер якобинців.
- 1818 — Гаспар Монж (р. 1746), французький математик.
- 1844 — Жозеф Бонапарт, брат Наполеона Бонапарта, король Неаполю у 1806–1808, король Іспанії у 1808–1813.
- 1948 — Григорій Світлицький, український живописець, педагог.
- 1960 — Етель Ліліан Войнич, ірландська письменниця.
- 1965 — Едогава Рампо, японський письменник.
- 1968 — Отто Ган, німецький хімік, вчений-новатор в області радіохімії, який відкрив ядерну ізомерію і розщеплення урану.
- 1991 — Петро Масоха, український актор, член Спілки кінематографістів України.
- 2006 — Володимир Дахно, український кінорежисер і художник-аніматор, автор повнометражного анімаційного фільму «Енеїда» (1991), серіалу «Козаки» (п. 2006) та ін.